# 春之嵐
「春之嵐」（春の嵐）是日本的女子偶像歌手真野惠里菜的第6张单曲。2010年2月24日由hachama发售。

## 概要
- 「春之嵐」是「GREE」的廣告歌曲
- 「Hello! Esper! Hello!」是電視劇「半分エスパー」的主題曲
- 此單曲有3個版本，分別有「初回生産限定盤A」、「初回生産限定盤B」和「CD ONLY」。「初回生産限定盤A」收錄了「春之嵐」的PV。
- 在3月8日於公信榜单曲週排行榜取得第10位。

## 收錄内容

### CD（初回生産限定盤A、初回生産限定盤B、CD ONLY）
1. 春之嵐
（作詞：三浦徳子 作曲：淳君 編曲：江上浩太郎）
2. Hello! Esper! Hello!（ハロー! エスパー! ハロー!）
（作詞：三浦徳子 作曲：淳君 編曲：大久保薫）
3. 春之嵐(Instrumental)

### DVD（初回生産限定盤A）
1. 春之嵐（Dance Shot Ver.）